# Move to the City
«Move To The City» es una canción de la banda de hard rock estadounidense Guns N' Roses.
La canción fue incluida originalmente en el EP de 1986, Live ?!*@ Like a Suicide y posteriormente en G N' R Lies de 1988 como tercera canción. Sin embargo, su mayor circulación la tuvo a finales de ese mismo año, como lado B de la versión estadounidense del exitoso sencillo "Paradise City".
- Datos: Q16609272